# Ibn Qutayba
Abu-Muhàmmad Abd-Al·lah ibn Múslim ibn Qutayba ad-Dinawarí (àrab: أبو محمد عبد الله بن مسلم بن قتيبة الدينوري, Abū Muḥammad ʿAbd Allāh b. Muslim b. Qutayba ad-Dīnawarī), més conegut senzillament com a Ibn Qutayba (Kufa, 828 - Bagdad, 29 d'octubre de 889), fou un important erudit àrab, escriptor, filòleg i lingüista, considerat pels sunnites com a mestre del hadit.
Fou cadi a Dinawar i mestre a Bagdad, on va morir. Com a militar va dirigir un exèrcit de 30.000 homes que va conquerir Samarcanda. Una de les seves dites més cèlebres és: «No hi ha govern sense exèrcit, ni exèrcit sense diners, ni diners sense prosperitat, ni prosperitat sense justícia i bona administració».

## Obres
- Tafsir Gharib al-Quran o Múixkil al-Quran
- Al-imama wa-s-Siyasa o Tarikh al-Khulafà
- Àdab al-Kitab
- Al-akhbar at-tiwal
- Al-amwal
- Al-anwà
- Al-àrab wa-ulumu-ha
- Al-àixriba
- Dalàïl an-nubuwwa o Alam an-nubuwwa
- Fadl al-àrab ala al-àjam
- Irab al-Quran
- Al-ikhtilf fl-l-lafdh wa-ar-radd ala al-jahmiyya wa-l-muixàbbiha
- Al-ixtiqaq
- Islah ghàlat Abi-Ubayd
- Jami al-fiqh
- Jami an-nahw al-kabir i Jami an-nahw as-saghir
- Al-jarathim
- Al-jawabat al-hàdira
- Al-Maani al-kabir o Al-maàrif
- Al-masàïl wa-l-àjwiba
- Al-màysar wa-l-qidah
- An-nam wa-l-bahàïm
- An-nabāt
- Al-qiraat
- Ar-radd al al-qàïl bi-khalq al-Quran
- Ar-radd al aix-xuaybiyya
- Ar-rahl wa-l-mànzil
- Tabir ar-ruyà
- Talqín al-mutaàl·lim min an-nahw
- Uyun al-akhbar
- Uyun aix-xir
- Aix-xir wa-x-xuarà